# Salamis

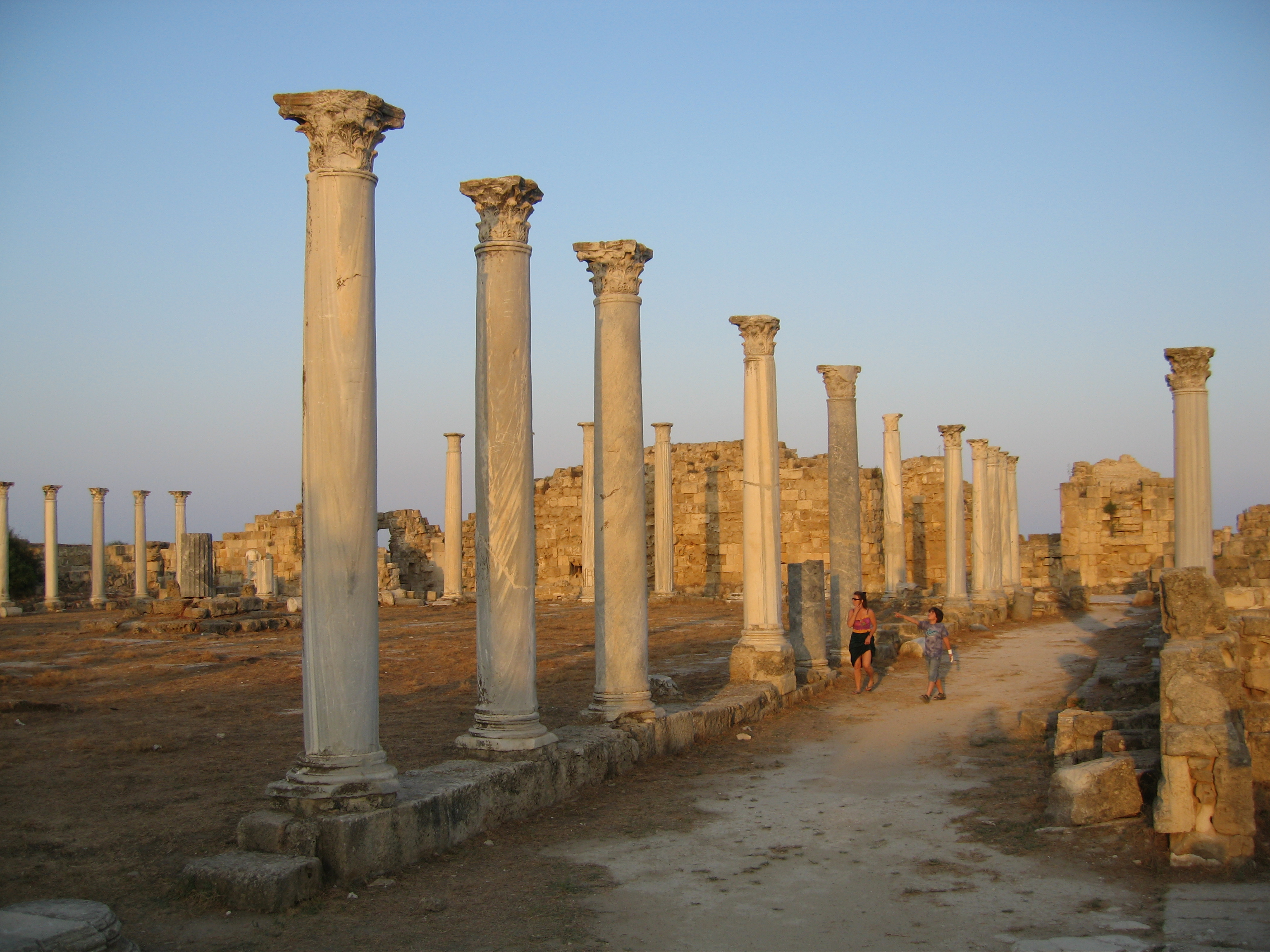

Salamis este un oraș antic de pe coasta de est a Ciprului.

## Legături externe
- Ruinele antice de la Salamis

1. ↑  An Inventory of Archaic and Classical Poleis (PDF)